# The Boxer
"The Boxer" é uma canção da dupla americana de música Simon & Garfunkel, do seu quinto álbum de estúdio, Bridge Over Troubled Water (1970). Produzido pela dupla e Roy Halee, foi lançado como o primeiro single do álbum em 21 de março de 1969. A canção, escrita por Paul Simon, é uma balada folk rock que variadamente assume a forma de um lamento de primeira pessoa. As letras de Simon são em grande parte autobiográficas e parcialmente inspirada pela Bíblia, e foram escritas durante um tempo quando ele sentiu que estava sendo injustamente criticado. A letra da canção discute a pobreza e solidão. Ele é particularmente conhecido por seu refrão melancólico, em que o cantor canta 'lie-la-lie', acompanhado por um tambor fortemente reverberado.
"The Boxer" foi a continuação de um dos singles mais bem sucedidos da dupla, "Mrs. Robinson". Ele alcançou a posição No. 7 na Billboard Hot 100. Ele teve um bom desempenho a nível internacional, traçando dentro do top 10 em nove países, com um pico mais alto na Holanda, Áustria, África do Sul e Canadá. Rolling Stone classificou a canção como 106 em sua lista das 500 melhores músicas de todos os tempos.

## Versões
A cantora Sula Miranda gravou uma versão dessa canção em 1992, composta por Maurício Gasperin, intitulada "Com o Pé na Estrada".